# ハレルヤコミュニティーチャーチ
ハレルヤ・コミュニティー・チャーチ（Hallelujah Community Church、略称HCC）は、静岡県浜松市浜名区に本部を置く日本のプロテスタントのキリスト教の新興宗教団体。教祖の榊山清志（さかきやま きよし）は1951年長野県生まれ（母や兄は愛知県新城市在住）。HCCとなる以前はイエス福音教団所属の浜松教会であった。清志の妻は仁子（新城教会教祖滝元明の長女）である。現在はライフリバーチャーチと名前を変えている。

## 沿革
- 1977年、浜松市中区富塚町にて自宅アパートの部屋を会堂として開き、イエス福音教団浜松教会として伝道活動を開始する（五つの大学で聖書研究会を開く）。
- 1981年、浜松市中区高丘東に教会堂を移す（元ビリヤード場）。信者の中から塾生（献身者）が多く集まり、榊山清志牧師がスパルタ的な訓練を塾生に施す。
- 1987年、浜松市中区花川町（元の吉野町）に大規模な教会堂を新築する。同時期に宗教法人として認可される。
- 2000年、元の所属教団だったイエス福音教団から離脱する（元信者達の暴力被害相談を受けた教団監督の穐近祈と面談の上で、榊山清志本人の意思で離脱）。
- 2000年、日本中央聖会と銘打った大々的な伝道集会を、浜名湖畔の元ホテルにて日本有数のキリスト教伝道者だった本田弘慈などを招いて開く。
- 2003年、富塚会堂時代から最初の伝道者として活動していた大木彰や実弟の榊山敬などがHCCから脱退する。
- 2005年、大木彰などが立ち上げた「ゆうきの会」というHCCでの被害者達のグループ（原告）が、HCC（被告）を相手取り、静岡地裁浜松支部に民事訴訟を提出する。
- 2006年、1月にHCCは、元の所属教団であったイエス福音教団監督の穐近祈・「ゆうきの会」の大木彰・その他原告4名に対して逆提訴に踏み切る。
- 2006年、JWIL/エホバの証人被害者家族の会の池田達人がHCC・榊山清志から訴えられて係争していた民事裁判（名誉毀損を理由とする損害賠償請求訴訟）の判決が確定した。榊山への誹謗中傷が書かれた掲示板をそのまま放置したという管理責任から名誉毀損が認定され、池田の敗訴という結果となった。
- 2007年、「随想 吉祥寺の森から」というプログの執筆者のSがHCCに対して勝訴する（2006年、榊山清志とHCCがSに対して名誉毀損による損害賠償請求を理由として民事提訴していたが訴えは全て棄却された）。参考：　http://blog.livedoor.jp/mediaterrace/archives/cat_50014342.html
- 2008年2月、静岡地裁浜松支部において、被害者サイド及び加害者サイド両方による複数の民事裁判の最終的な判決が出た。結果は双方の請求を棄却するという判決となった。被害者であるゆうきの会の訴えは時効により棄却されたものの、司法により教祖の暴力・セクハラ行為が事実認定された。

HCCの教祖である榊山清志は、過去に愛知県新城市にある新城教会でグロリアシンガーズのメンバーとして活動していた。また、伝道活動などの実践を通して聖書を学び新城教会で牧師となった。それがきっかけで新城教会の娘であった妻・仁子（旧姓・滝元）と結婚する。しかし、榊山清志とHCCはその経歴を隠しており、現在はHCCと新城教会は絶縁状態である。
榊山清志と小牧者訓練会、国際福音キリスト教会の卞在昌教祖（ビュンは2010年1月28日に茨城県警察に逮捕された）とは懇意の仲である。しかし、卞教祖は現在、元信者の女性達から猥褻行為を受けたとして司法に訴えられている。また、沖縄で裁判になっているいくつかのカルト教会とは大教会フォーラムを通して交流がある。
現在は「ライブチャーチ」に改名している。